# Corredor (Costa Rica)
Corredor es el primer distrito del cantón de Corredores, en la provincia de Puntarenas, de Costa Rica. La ciudad cabecera del cantón, Ciudad Neily, se encuentra en este distrito.

## Historia
Corredor fue creado el 19 de octubre de 1973 por medio de Ley 5373. Segregado del cantón de Golfito.

## Geografía
Corredor cuenta con un área de 275,67 km² y una altitud media de 46 m s. n. m.
El distrito es mayoritariamente plano y de escasa altitud, con una llanura aluvial propensa a continuas inundaciones. El principal río es el Coto Colorado, en la cuenca del río Esquinas, de curso torrencial y con gran aporte de sedimentos.  Algunos afluentes importantes que se le unen son los ríos Caracol, Nuevo, Caño Seco, Corredor, Abrojo, Coloradito y La Vaca, algunos de ellos conectados por medio de canales.
El tipo de suelo es fértil, el clima húmedo con fuertes lluvias en la estación lluviosa. Algunos sectores aún conservan bosques de tipo primario pero debido a la actividad bananera y agrícola se ha explotado irracionalmente el suelo y los bosques han desaparecido en gran parte del territorio. La zona es regada por una cantidad considerable de ríos y quebradas.

## Demografía
Para el año 2022, Corredor cuenta con una población estimada de 18 997 habitantes, y para el último censo efectuado, en 2011, Corredor contaba con una población de 17 250 habitantes.

## Localidades
- Cabecera: Ciudad Neily
- Barrios: Bosque, Caño Seco, Capri, Carmen, Corredor, Progreso, San Juan, Valle del Sur.
- Poblados: Abrojo, Aguilares, Alto Limoncito, Bajo Indios, Betel, Cacoragua, Campiña, Campo Dos, Campo Dos y Medio, Cañada, Caracol Sur, Castaños, Coloradito, Concordia, Coto 42, Coto 44, Coto 45, Coto 47, Coto 49, Coto 50-51, Coto 52-53, Cuesta Fila de Cal, Estrella del Sur, Florida, Fortuna, Kilómetro 10, Miramar, Montezuma, Nubes, Pangas, Planes, Pueblo Nuevo, Río Bonito, Río Nuevo (Norte), Río Nuevo (Sur), San Antonio Abajo, San Francisco, San Josecito, San Rafael, Santa Cecilia, Santa Marta (parte), Santa Rita, Tropezón, Unión, Vegas de Abrojo, Villa Roma.

## Economía
La zona se ve beneficiada con el comercio con el vecino país Panamá.  Las principales actividades económicas del distrito de Corredor son los cultivos de palma africana, el banano, el cacao, el arroz, el maíz, las hortalizas, el frijol y el sorgo, así como, la ganadería y la actividad forestal. 

## Transporte

### Carreteras
Al distrito lo atraviesan las siguientes rutas nacionales de carretera:
- Ruta nacional 2
- Ruta nacional 237
- Ruta nacional 238
- Ruta nacional 608
- Ruta nacional 614